# دريسية الوسطى (دار خوين)
دريسية الوسطى (بالفارسية: دریسیه وسطی) هي منطقة سكنية تقع في إيران في قسم دار خوين الريفي. يقدر عدد سكانها بـ 851 نسمة .